# 卡瓦拉蒂
卡瓦拉蒂为印度联邦属地拉克沙群岛的首府和人口普查单位，也是该镇所在岛屿名称。卡瓦拉蒂岛邻近喀拉拉邦近海，位于。卡瓦拉蒂岛的人口10,113人（2001年），识字率78%，12%的人口6岁以下。